# Mincinos și Spion

Mincinos și Spion (titlu original în engleză Liar & Spy) este un roman scris de Rebecca Stead în anul 2011, la New York.